# نامه خسروان
نامهٔ خسروان اثری سه‌جلدی در تاریخ عمومی ایران نوشتهٔ جلال‌الدین میرزا قاجار است که در فاصلهٔ میان سال‌های ۱۲۸۵ تا ۱۲۸۸ هجری قمری نگاشته شد. نخست بر این بود این کتاب در چهار مجلد نگارش شود، اما به‌ دلیل مرگ نویسندهٔ آن به سه جلد محدود ماند.

## بخش‌ها
نخست قرار بود نامهٔ خسروان در چهار مجلد نوشته شود. مجلد نخست یا نخستین نامه به شرح تاریخ «از مه‌آبادیان تا ساسانیان» اختصاص دارد و به میرزا فتحعلی آخوندزاده پیشکش شده‌است. مجلد دوم که زیر عنوان دومین نامه ذکر اخبار «آغاز طاهریان تا انجام خوارزمیان» نوشته شده، به دوستان خردمند پیشکش گردیده‌است. مجلد سوم نامهٔ خسروان یا سیمین نامه که اخبار ایران «از آغاز چنگیزیان تا انجام شهریاری زندیان» است، در سال ۱۲۸۸ هجری قمری نگاشته شد و در همان سال به خط عبدالرحیم شیرازی در کارخانهٔ علی‌قلی‌خان قاجار به چاپ رسید. جلال‌الدین میرزا قاجار جلد سوم را به استادان دارالفنون تقدیم کرده‌است. مجلد چهارم، چنان‌که جلال‌الدین میرزا به فتحعلی آخوندزاده وعده داده بود، می‌بایستی دربردارندهٔ تاریخ قاجار تا روزگار نگارنده باشد که به‌سبب مرگ نگارنده هرگز نوشته نشد.

## سویه‌ها
نامهٔ خسروان را می‌توان نخستین اثر ملی‌گرایانهٔ تاریخ‌نگاری ایران دانست. این اثر در دوره‌ای به نگارش درآمد که روشنفکران دورهٔ ناصریْ افسرده از گذشته و تحقیر شده از اکنون بازنگری و تفسیر مجدد تاریخ خویش را با هدف یافتن ریشه‌های زوال و انحطاط آغازیدند. در این مسیر دوران باستانی ایران را دوران شکوه و عظمت ایران یافتند. این روشنفکران علت افول تمدن ایران را حملهٔ عرب‌های مسلمان به ایران، و دلیل تداوم این عقب‌ماندگی را چیرگی احکام عرب و اسلام می‌دانستند.
این اولین اثر فارسی بود که ایران را به مثابهٔ یک نهاد تاریخی دارای پیوستگی به ایرانیان معرفی کرد و شکاف ۹۰۰ سالهٔ سقوط شاهنشاهی ساسانی تا برآمدن صفویان را نیز برخلاف آثار پیشین و سنت تاریخ‌نگاری آن زمان ذیل ایران گنجاند. اما ایران محوری اثر به همین‌جا ختم نمی‌شود و تا بدانجا پیش می‌رود که حوادث تاریخی رویداده در خارج از ایران نامربوط و نامهم جلوه داده شدند و حتی جلال‌الدین میرزا تلاش کرد از واژه‌های خارجی، مخصوصاً عربی، استفاده نکند. در این اثر شاهان ایران پیش از اسلام یکسره ستایش می‌شوند و حتی یک انتقاد نیز از آنان نمی‌شود. در حالی مدام از «بزرگان ایران» سخن به میان می‌آید که به عرب‌ها — که با لفظ «تازیان» مورد اشاره قرار می‌گیرند — با دیدی منفی نگاه می‌شود.
میرزا جلال‌الدین برای نوشتن این اثر از تاریخ ایران جان ملکم الهام گرفت. با این همه، الهام‌گیری او از آثار غربی تنها به پیوستگی نهاد ایران در طول زمان محدود است و او از شیوه‌های آکادمیک غربی بهرهٔ چندانی نبرده است. مثلاً محتوای نوشته‌های او به جای پرداختن به مردم، همچنان مشغول زندگی‌نامهٔ شاهان است. همچنین او از مهم‌ترین کشفیات آن زمان مثلاً شاهنشاهی هخامنشی (فراتر از آنچه در شاهنامه آمده) یا قرائت کتیبهٔ بیستون توسط جورج راولینسون در سال ۱۸۴۰ (یعنی تقریباً ۳۰ سال پیش از زمان نوشتن کتاب) بی‌خبر است. همچنین بر تاریخ هرودوت نیز مسلط نیست. 

## نثر کتاب
از دیباچهٔ کتاب با تغییر اندک رسم‌الخط:

بنام خداوند بخشنده مهربان. چنین گوید کمترین جلال پور فتحعلی شاه قاجار چون از آغاز شهریاری گیتی پناه ناصرالدین شاه قاجار که روزگار خسرویش پاینده باد پیوسته هر گونه دانش و هنری در ایران پراکنده می‌شود و از هر کشور دانشو[ر]ان و هنرمندان به سرزمین پارس آمده پیشه‌های گوناگون و دانشهای بیشمار به مردم این کشور می‌آموزند و این شهریار دبستان بزرگی بر پا کرده که «دارالفنونش» نامند و راستی شایستهٔ این نام است زیرا که پایه هر دانش و هنری از این دبستان برپاست. این بنده چندی در این دبستان به آموختن زبان فرانسه که شیرین‌ترین زبان فرنگستان و کلید هر گونه دانشی است پرداخت و چندین نامه خواند. روزی در این اندیشه افتاد که چیست ما ایرانیان زبان نیاکان خویش را فراموش کرده‌ایم و با اینکه پارسیان در نامه‌سرایی و چکامه گویی به گیتی فسانه‌اند نامه[ای] در دست نداریم که به پارسی نگاشته باشد. اندکی بر نابودی زبان ایرانیان دریغ خوردم و پس از آن خواستم آغاز نامه پارسی کنم...

## مشخصات چاپ
کتاب نامهٔ  خسروان در دوره‌های مختلف با مشخصات زیر به چاپ رسیده است.
- ج‍لال‌ال‍دی‍ن م‍ی‍رزا ق‍اج‍ار، نامهٔ خسروان: داستان پادشاهان پارس از آغاز تا پایان ساسانیان که سودمند...، تهران: پازینه، ‏‫‏۱۳۸۹.
- ج‍لال‌ال‍دی‍ن م‍ی‍رزا ق‍اج‍ار، ‏‫نامهٔ خسروان: داستان پادشاهان پارس به زبان پارسی: نخستین‌نامه از آغاز آبادیان تا انجام ساسانیان، تصحیح و اقتباس حمید هاشمی، تهران: فرهنگ و قلم، ‏‫۱۳۹۱.‬
- ج‍لال‌ال‍دی‍ن م‍ی‍رزا ق‍اج‍ار، نامهٔ خسروان، تهران: سازمان شاهنشاهی خدمات اجتماعی‏‫، یادگار پنجاهمین سال تاجگذاری بنیادگزار دودمان شاهنشاهی پهلوی شاهنشاه بزرگ رضاشاه پهلوی، ۱۳۵۵.

## ترجمه
کتاب نامهٔ  خسروان در سال ۱۸۸۷ به زبان گجراتی که زبان اصلی زرتشتیان هند است ترجمه شده و با مشخصات زیر به چاپ رسیده است.
- Jalalodin Mirza Qajar, A history of the ancient Parsis: from the original Persian works, compiled by Jalal ood-deen Mirza Kaja, translated into Gujeratee and published by Adrdaseer Dossabhaee Moonshee, 2nd ed., Bombay: Ardaseer Dossabhaee Moonshee، 1887=1266.